# Sten Erik Feinstein
Sten Erik Feinstein, född 19 maj 1920 i Sundsvall i Västernorrlands län, död 2003 i Stockholm, var en svensk revisor, mest känd som grundare av den svenska delen av revisionsbyrån BDO.

## Biografi

### Tidiga år
Sten Erik Feinstein föddes den 19 maj 1920 i Sundsvall. Han avlade studentexamen i Borås 1938 och studerade därefter vid Handelshögskolan i Stockholm, där han tog examen 1940. 

### Karriär
Den 16 februari 1948, vid 27 års ålder, grundade Feinstein sin egen revisionsbyrå, Sten Erik Feinstein Revisionsbyrå, i sin mors lägenhet på Kungsholmen i Stockholm. Året efter flyttade företaget till egna lokaler och verksamheten kom att utvecklas till en väletablerad medelstor revisionsbyrå i Stockholm. År 1973 anslöt sig byrån till det globala nätverket BDO. En annan betydande händelse var skapandet av SwedAudit 1982, vilket samlade tio självständiga revisionsbyråer. Namnet ändrades till BDO Revision 1987, och under 1990-talet expanderade verksamheten till att omfatta totalt 25 byråer. 
Sten Erik var djupt engagerad i att utveckla revisionsyrket och hade flera roller inom Föreningen Auktoriserade Revisorer FAR. Han var en av initiativtagarna till tidskriften Balans och var aktiv under många år i dess redaktionskommitté. 

### Privatliv
Feinstein var privat en stor boxningsentusiast och engagerade sig i sporten under stora delar av sitt liv, bl.a. som ordförande i den svenska veteranboxningsklubben Punchpralinerna och som författare till boken Boxare.  För att hedra hans minne och stödja unga talanger inom boxning har ett stipendium inrättats i hans namn som utdelas till året unga boxare.